# La Dubarry era una dama
La Dubarry era una dama (DuBarry Was a Lady) es una película musical de 1943 dirigida por Roy Del Ruth y protagonizada por Lucille Ball, Red Skelton y Gene Kelly. Estrenada el 13 de agosto de 1943, en la cinta fue producida y distribuida por MGM.

## Trama
Después de tomar un trago bastante fuerte, Louis Blore sueña que está en la corte de Versalles y que es Luis XV . Mary, la cantante de la que está enamorado, se convierte en Madame du Barry en su sueño.

## Producción
La película fue producida por MGM.

## Distribución
Estrenada en los cines el 13 de agosto de 1943, la película fue distribuida por MGM .

### Fecha de estreno
IMDb

## Otros proyectos
- Wikimedia Commons contiene immagini o altri file su Mademoiselle du Barry

- Datos: Q3842353
- Multimedia: Du Barry Was a Lady (film) / Q3842353